# Zelotes ngomensis
Zelotes ngomensis FitzPatrick, 2007 è un ragno appartenente alla famiglia Gnaphosidae.

## Etimologia
Il nome della specie deriva dalla riserva sudafricana in cui sono stati rinvenuti gli esemplari, la Ngome State Forest, e dal suffisso latino -ensis che ne indica l'appartenenza.

## Caratteristiche
Questa specie appartiene al caucasius group, la cui peculiarità è che contiene soprattutto specie europee e mediorientali. I maschi hanno pedipalpi di forma particolare con un embolus allungato e spesso arrotolato con escrescenze sulla punta. Le femmine hanno una breve piastra epiginale, situata anteriormente e provvista di dotti robusti.
L'olotipo maschile rinvenuto ha lunghezza totale è di 3,50mm; la lunghezza del cefalotorace è di 1,46mm; e la larghezza è di 1,08mm.

## Distribuzione
La specie è stata reperita nel Sudafrica orientale: l'olotipo maschile è stato rinvenuto nella Ngome State Forest, appartenente alla Municipalità distrettuale di Zululand.

## Tassonomia
Al 2016 non sono note sottospecie e dal 2007 non sono stati esaminati nuovi esemplari.